# 도쿄 국제 교류관

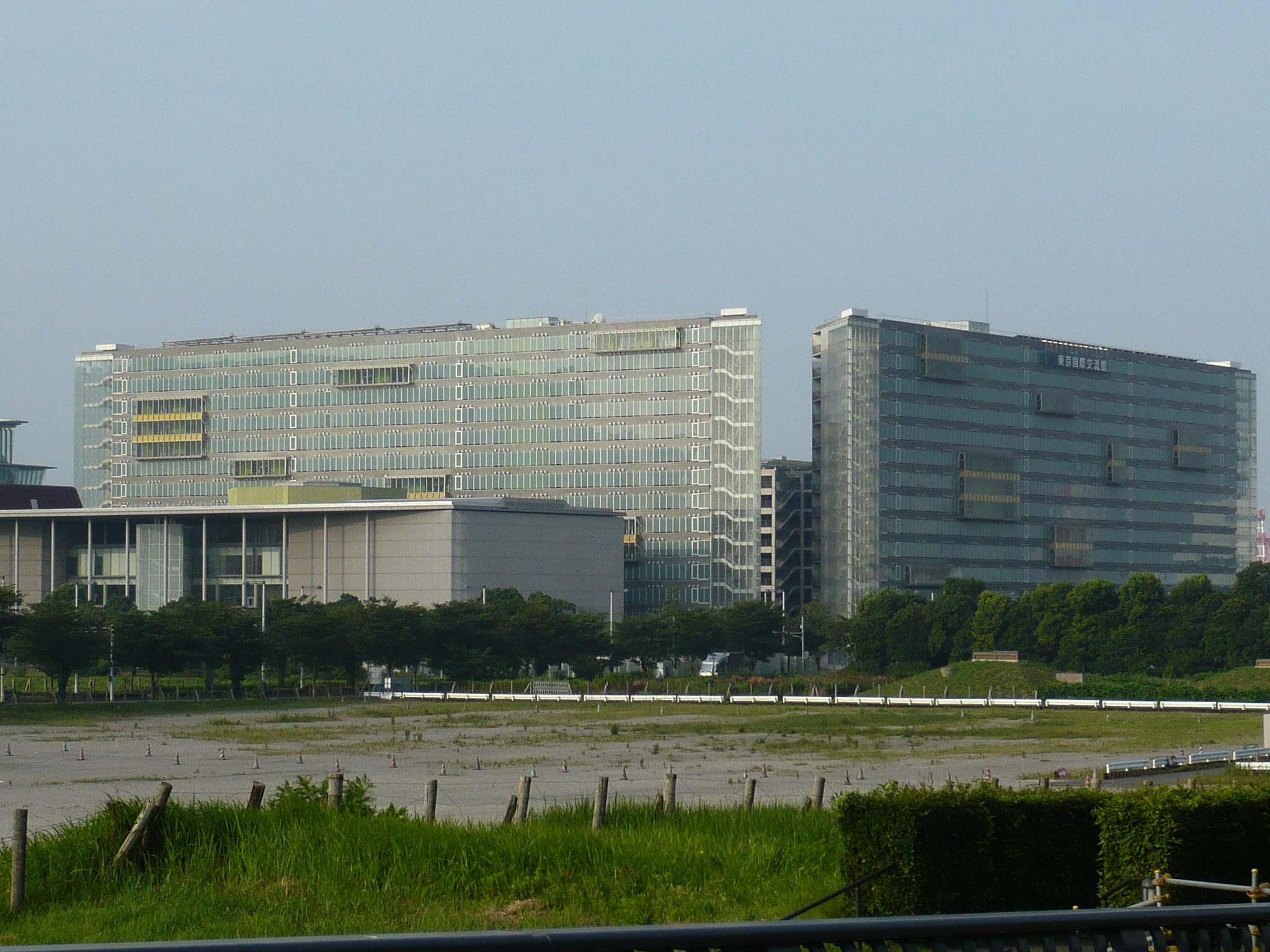
도쿄 국제 교류관

도쿄 국제 교류관(일본어: 東京国際交流館)은 일본 도쿄도 고토구 아오미 니초메에 있는 시설이다. 2001년 7월에 개설되었다. 통칭은 플라자 헤이세이(일본어: プラザ平成). 해외 유학생이나 일본의 대학원생 및 연구원 등으로 질 높은 생활 · 교류 공간을 제공하는 시설이다. 삶을 통해 교류뿐만 아니라 다양한 국제 사업 · 문화 사업 등의 전개에 따라 거주자 상호 및 외부의 사람들과의 교류가 이루어진다.